# 베킷 (1964년 영화)
《베킷》(Becket)은 미국에서 제작된 피터 글렌빌 감독의 1964년 드라마 영화이며, 장 아누이의 희곡을 기반으로 제작되었다. 리처드 버튼 등이 주연으로 출연하였고 핼 B. 월리스 등이 제작에 참여하였다. 아카데미 각색상을 수상했으며 그 외에 작품상, 감독상, 남우주연상, 남우조연상 등 11개 부문 후보에 올랐다.

## 출연

### 주연
- 리처드 버튼 - 캔터베리 대주교 토머스 베킷 역
- 피터 오툴 - 헨리 2세 역

### 조연
- 존 길구드 - 루이 7세 역
- 파올로 스토파 - 교황 알렉산데르 3세 역
- 도널드 울핏 - 런던 주교 길버트 펄리엇 역
- 마티타 헌트 - 마틸다 역
- 패멀라 브라운 - 엘레오노르 왕비 역
- 필릭스 에일머 - 캔터베리 대주교 벡의 시어벌드 역
- 샨 필립스 - 웨일스 귀족 그웬덜린 역
- 존 필립스 - 윈체스터 주교 역
- 프랭크 페팅겔 - 요크 주교 역
- 해밀턴 다이스 - 치체스터 주교 역

## 기타
- 미술: 존 브라이언
- 의상: 마거릿 퍼스